# To Record Only Water for Ten Days
To Record Only Water for Ten Days este cel de-al treilea album solo al chitaristului american John Frusciante.